# 삼표시멘트
삼표시멘트(三票-, Sampyo Cement & Energy Corp.)는 1957년 설립된 대한민국의 시멘트 제조 기업이다. 대한민국 강원특별자치도 삼척시에 본사 및 본 공장을 두고 있다. 2013년 10월 1일 동양그룹은 동양시멘트와 동양네트웍스에 대해 관할지방법원에 법정관리를 신청했으며,
2015년 3월 6일 서울중앙지방법원으로부터 회생절차 종결 결정을 받았다.

## 업종
대한민국에서 시멘트 가격은 시장에 의해서라기보다는 정부의 입김에 의해 결정된다. 전반적인 건설경기 위축으로 시멘트 가격 하락에 대한 압력도 있어 왔으며, 이는 시멘트 업체들의 수익성을 악화시키는 원인이 되어 왔다.

## 환경
집진 설비 및 폐수정화 시설 등 첨단 환경 설비를 갖추고 '환경경영'을 펼치고 있다. 1994년에는 기존 대형 집진기를 최첨단 여과식집진기로 교체하였고, 1996년에는 업계 최초로 ISO 14001 환경인증과 슬래그시멘트에 대한 환경마크를 획득했다.
타 시멘트 업체들과 마찬가지로, 동양시멘트 측은 폐기물 재활용으로 환경 보존과 국가 에너지 정책에 기여하고 있다고 주장한다. 반도체 및 제철산업, 발전소등에서 발생하는 부산물을 시멘트 원료료 재활용하며, 연간 약 50만톤 규모이다. 시멘트 소성로는 1,000도 이상의 고온이라 유해물질이 분해 및 흡수된다.
그러나 서울시의 월계동 등에서 발견된 방사능 시멘트의 원인은 바로 이와 같이 각종 수입 쓰레기를 이용하여 시멘트를 만들기 때문으로, 재활용 시멘트가 친환경이라는 주장은 설득력이 없다는 비판이 있다.
2004년 9월 1일, 폐열회수발전소 가동을 시작하였다. 폐열회수발전소는 시멘트 생산과정에서 나오는 고온,고압의 열풍을 폐열회수 보일러의 열원으로 이용하여 전기를 생산한다. 이는 지구온난화의 원인인 이산화탄소 발생을 줄이는 효과가 있다.

## 역사
- 1990 명제 설립
- 2000 젠네트웍스로 상호변경
- 2001 코스닥 상장
- 2006 시나비전 상호변경
- 2007 골든오일 흡수합병
- 2007 골든오일로 상호변경
- 2007 시나비전 분리
- 2009 시나비전과 합병
- 2010 골든오일와 흡수 합병, 동양시멘트로 상호변경
- 2011 동양시멘트(주) 본사 삼척 이전
- 2013 골든자원개발 분사
- 2017 삼표시멘트로 상호변경

## 같이 보기
- 대한민국의 경제

## 참조
1. ↑  동양그룹 5개 계열사, 법정 관리 신청 영향은? 《한국경제》, 2013년 10월 2일
2. ↑  금융감독원 '전자공시시스템' 확인.
3. ↑  시멘트값 1.9% 올리기로, 헤럴드경제 2014.07.15 10:58
4. ↑  방사능 나오는 아파트... 이런 '비밀' 숨겨져 있다 - 오마이뉴스 Aug 29, 2014